# Ukraine au Concours Eurovision de la chanson 2022
L'Ukraine est l'un des quarante pays participants du Concours Eurovision de la chanson 2022, qui se déroule à Turin en Italie. Le pays est représenté par le groupe Kalush Orchestra et leur chanson Stefania, sélectionnés via le Vidbir 2022. Le pays remporte le Concours le 14 mai 2022, avec un total de 631 points. C'est la troisième victoire du pays après 2004 et 2016.

## Sélection
Le diffuseur ukrainien Suspilne confirme la participation du pays le 18 juin 2021. La tenue d'une sélection télévisée est confirmée le 8 octobre 2021.

### Format
Le sélection télévisée se tient en une soirée avec huit participants. Le résultat est déterminé par un vote constitué du télévote ukrainien pour une moitié et du vote d'un jury pour l'autre. Chaque parti distribue ainsi de 1 à 8 points.

### Chansons
Du 14 décembre 2021 au 10 janvier 2022, artistes et compositeurs peuvent soumettre leur candidature au diffuseur. Au terme de cette période, 284 candidatures ont été reçues par le diffuseur. De ce nombre, 27 sont ensuite pré-selectionnées pour passer une audition. Finalement, les huit participants sélectionnés pour la phase télévisée de la sélection sont annoncés le 24 janvier 2022. De ceux-ci, le groupe Laud sera disqualifié, sa chanson ayant été publiée en 2018, ne respectant donc pas le règlement. Le chanteur Barbelen est sélectionné en remplacement.
| Artiste          | Chanson                        | Langue             | Auteur(s)                                                                   |
| ---------------- | ------------------------------ | ------------------ | --------------------------------------------------------------------------- |
| Alina Pash       | Shadows of Forgotten Ancestors | Ukrainien, anglais | Alina Pash, Taras Bazeev                                                    |
| Barleben         | Hear My Words                  | Anglais            | Oleksandr Barleben, Kristina Hromiak                                        |
| Cloudless        | All Be Alright                 | Anglais            | Yurii Kanalosh, Anton Panfilov, Mykhailo Shatokhin                          |
| Kalush Orchestra | Stefania                       | Ukrainien          | Ihor Didenchuk, Ivan Klimenko, Oleh Psiuk, Tymofii Muzychuk, Vitalii Duzhyk |
| Laud             | Head Under Water               | Anglais            | Daniel Boting                                                               |
| Michael Soul     | Demons                         | Anglais            | Michael Soul, Vlad Freimann, Andrei Katikov, Ilia Paliakou                  |
| Our Atlantic     | Moja ljubov (Моя любов)        | Ukrainien          | Viktor Baida, Dmytro Bakal                                                  |
| Roxolana         | Girlzzzz                       | Anglais, ukrainien | Roksoliana Syrota, Mykhailo Gaidai                                          |
| Wellboy          | Nozzy Bossy                    | Anglais, ukrainien | Anton Velboi, Serhii Yurov, Stepan Oliinik, Yevhen Harbarenko               |

### Résultats
| Ordre | Artiste          | Chanson                        | Jury | Télévote | Télévote    | Télévote | Total | Place |
| Ordre | Artiste          | Chanson                        | Jury | Voix     | Pourcentage | Points   | Total | Place |
| ----- | ---------------- | ------------------------------ | ---- | -------- | ----------- | -------- | ----- | ----- |
| 1     | Cloudless        | All Be Alright                 | 1    | 3 410    | 4,38 %      | 4        | 5     | 7     |
| 2     | Michael Soul     | Demons                         | 2    | 1 239    | 1,59 %      | 1        | 3     | 8     |
| 3     | Our Atlantic     | Moia liubov                    | 5    | 1 605    | 2,06 %      | 2        | 7     | 6     |
| 4     | Barleben         | Hear My Words                  | 4    | 2 740    | 3,52 %      | 3        | 7     | 5     |
| 5     | Kalush Orchestra | Stefania                       | 6    | 38 634   | 49,63 %     | 8        | 14    | 2     |
| 6     | Roxolana         | Girlzzzz                       | 3    | 5 034    | 6,47 %      | 5        | 8     | 4     |
| 7     | Wellboy          | Nozzy Bossy                    | 7    | 5 646    | 7,25 %      | 6        | 13    | 3     |
| 8     | Alina Pash       | Shadows of Forgotten Ancestors | 8    | 19 535   | 25,10 %     | 7        | 15    | 1     |

La soirée se conclut par la victoire d'Alina Pash avec sa chanson Shadows of Forgotten Ancestors.

## Incidents et controverses

### Annonce des résultats et accusations de falsification
Lors de la finale, l'écran des résultats tombe en panne à la suite d'une annonce de points incorrecte. Le présentateur, Timur Miroshnychenko procède alors au décompte des points sur papier, créant une grande confusion. Après cet événement, le groupe Kalush Orchestra, et notamment son chanteur Oleh Psiuk, accusent le diffuseur d'avoir falsifié les résultats. Peu après la fin de l'émission, le chanteur confronte un producteur pour recevoir des explications et lire les résultats complets, demandes que le producteur refuse. Le diffuseur et son partenaire d'audit, PwC, confirment que les problèmes techniques n'ont pas influencé les résultats.  Yaroslav Lodyhin, président du comité d'organisation de l'émission se dit, le 14 février 2022 prêt à démissionner pour prouver la bonne foi du diffuseur, démission finalement effective le 18 février 2022. Les résultats détaillés de l'émission sont finalement publiés le 22 février 2022.

### Retrait d'Alina Pash
À la suite de la controverse suivant la sélection de Maruv en 2019, le diffuseur ukrainien Suspilne intègre dès 2020 une nouvelle clause au règlement de sa sélection. Ainsi, les artistes s'étant produit en Russie après 2014 ou étant entrés en Crimée en enfreignant la législation ukrainienne après 2014 ne peuvent pas participer à la sélection.
Or, le 14 février, deux jours après la victoire d'Alina Pash, il apparaît au public que cette dernière s'est rendue en Crimée en 2015. Ses documents de voyage sont alors vérifiés puis finalement déclarés valides avant que l'artiste et bloggeur Serhii Sternenko ne prétende que lesdits documents ont été falsifiés. À la suite de ces allégations, le diffuseur ukrainien décide de demander au service national des gardes-frontières d'Ukraine (SNGU) de vérifier l'authenticité des documents d'Alina Pash. Il précise qu'Alina Pash ne sera pas officiellement désignée représentante du pays tant que les documents ne seront pas authentifiés.
Le lendemain, le SNGU confirme qu'il n'a pas édité le document fourni par Alina Pash au diffuseur et que la chanteuse a bien transmis une demande afin d'en obtenir un nouveau. Finalement, le 16 février 2022, Alina Pash déclare que le SNGU n'a pas pu lui transmettre de nouveau document. En effet, les registres ne sont conservés que pendant cinq ans et le voyage de la chanteuse est plus ancien. Elle annonce, dans le même temps, qu'un membre de son équipe aurait lui-même falsifié un document. Environ une heure et demie plus tard, la chanteuse décide de retirer sa candidature pour l'Eurovision,,.

### Sélection d'un nouvel artiste
Après le retrait d'Alina Pash, Suspilne annonce que, conformément au règlement de Vidbir, un nouvel artiste serait sélectionné parmi les participants lors d'une rencontre organisée le 18 février 2022. Le groupe Kalush Orchestra, arrivé en 2e position se voit offrir la place, offre qu'ils décident de refuser tant que les résultats détaillés de l'émission ne sont pas publiés. Finalement, le 22 février 2022, peu après l'annonce des résultats détaillés, Kalush Orchestra accepte de représenter l'Ukraine à l'Eurovision 2022 avec la chanson Stefania.

## À l'Eurovision
L'Ukraine participe à la première demi-finale, le 10 mai 2022. Elle y termine en première place, récoltant 337 points. Le pays se qualifie donc pour la finale, où il remporte le Concours avec un total de 631 points devant le Royaume-Uni et l'Espagne.